# الحنكة (الملاجم)

تعديل مصدري - تعديل

الحنكة هي إحدى قرى عزلة ال منصور الملاجم بمديرية الملاجم التابعة لمحافظة البيضاء، بلغ تعداد سكانها 63 نسمة حسب تعداد اليمن لعام 2004.